# Camp militaire Kokolo
Le Camp Lieutenant-Colonel Kokolo est une des plus importantes bases militaires de la république démocratique du Congo. Situé à Kinshasa, la capitale, ce camp est un site historique et stratégique pour les Forces armées de la république démocratique du Congo « les FARDC », ainsi qu’un lieu de résidence pour des milliers de militaires et leurs familles.

## Historique
Le Camp lieutenant-colonel Kokolo trouve ses origines dans l'époque coloniale belge. Fondé en 1886, il portait initialement le nom de Camp Léopold II, en hommage au roi des Belges à l'époque. En 1924, des infrastructures modernes y furent construites, et le camp fut inauguré officiellement le 8 juillet 1956.
Après l’indépendance du Congo en 1960, le camp a été rebaptisé en hommage au lieutenant-colonel Justin Kokolo Longo, un héros national reconnu pour son rôle dans les forces armées du pays. Aujourd’hui, il est considéré comme un "camp mère" en raison de son importance stratégique et de sa capacité à accueillir diverses branches des forces armées, y compris des militaires, des policiers, le service national, ainsi que d'autres unités des FARDC.

## Caractéristiques principales
- Superficie : Le camp s'étend sur une superficie de 161 hectares, dont 36 ares et 16 centiares.
- Population totale : Le camp compte une population de 40 726 habitants, composée de :
  - Hommes : 5 965
  - Femmes : 5 674
  - Veuves : 442

## Situation géographique
Le Camp Kokolo est situé au cœur de Kinshasa et est entouré par plusieurs communes :
- À l’est : L’avenue Pierre Mulele (anciennement avenue du 24 novembre) et les communes de Kasa-Vubu et Lingwala.
- À l’ouest : L’avenue de l’Union Africaine et la commune de Kitambo.
- Au nord : L’avenue Docteur Shawumba et la commune de la Gombe.
- Au sud : L’avenue Kasa-Vubu et la commune de Bandalungwa.

## Rôle et fonctionnement
Le Camp Kokolo abrite plusieurs fonctions essentielles pour les FARDC :
1. Hébergement : Il loge les militaires et leurs familles, avec des infrastructures résidentielles adaptées à une grande population.
2. Base logistique : En tant que camp central, il coordonne diverses opérations militaires nationales.
3. Formation et organisation : Le camp forme des soldats et regroupe des forces vives, y compris la police et le service national.

## Vie des habitants
Les habitants du Camp Kokolo, principalement des familles de militaires, participent également à des activités agricoles et communales dans leur commune d’appartenance administrative, Bandalungwa. Ces activités visent à améliorer leur autonomie alimentaire et leur intégration dans la vie socio-économique de Kinshasa,.

## Signification et importance
Le Camp lieutenant-Colonel Kokolo n’est pas seulement un centre militaire, mais aussi un symbole historique et national. En tant que vestige de l’époque coloniale transformé en un pilier des FARDC, il incarne la mémoire et l’évolution des forces armées congolaises.
Cependant, ce camp fait face à plusieurs défis, notamment la modernisation de ses infrastructures et la gestion de sa population dense. Malgré ces difficultés, il demeure une institution clé pour la sécurité et l’histoire du pays.